# Scytodes saci
Espèce
Scytodes saci est une espèce d'araignées aranéomorphes de la famille des Scytodidae.

## Distribution
Cette espèce est endémique du Roraima au Brésil,. Elle se rencontre vers Boa Vista.

## Description
La femelle holotype mesure 4,60 mm.

## Publication originale
- Rheims & Brescovit, 2004 : On the Amazonian species of the genus Scytodes Latreille (Arachnida, Araneae, Scytodidae). Revista Brasileira de Zoologia, vol. 21, no 3, p. 525-533 (texte intégral).